# Mendoza Line
Die Mendoza Line ist ein nicht-offizieller Begriff aus dem Baseball, mit dem ein Schwellenwert der Offensivstärke eines Spielers bezeichnet wird. Der statistische Wert, an dem sich diese Schwelle definiert, ist der Batting Average.

## Ursprung
Der Begriff geht auf den mexikanischen Baseballspieler Mario Mendoza zurück. Mendoza spielte von 1974 bis 1982 in der MLB, zunächst für die Pittsburgh Pirates, dann für die Seattle Mariners und zuletzt für die Texas Rangers. Er war in der Defensive sehr stark, sein Schlagdurchschnitt über neun Spielzeiten in der MLB lag jedoch meist um .200, das bedeutet, nur in einem von fünf seiner At-Bats erzielte er einen Hit. Ein offensiv sehr starker Spieler erreicht in einem von drei At-Bats einen Hit. Der absolute Wert für die Mendoza-Line ist nicht festgelegt, sie wird üblicherweise bei einem Schlagdurchschnitt von etwa .200 gesehen. Der Begriff soll auf George Brett zurückgehen, der in den Statistiken der Spielberichte danach schaute, ob ein anderer Spieler schwächer als Mendoza geschlagen hatte. Eine andere Version der Geschichte sieht Mendozas Mitspieler bei den Seattle Mariners, Tom Paciorek und Bruce Bochte, als die ersten an, die den Begriff geprägt haben. Sie sollen sich einen Spaß aus Mendozas unterdurchschnittlichen Schlagleistungen gemacht haben und George Brett – der einen schlechten Saisonstart hatte – zu Beginn der Saison 1980 damit geneckt haben, wenn er weiter so schlecht schlage, fiele er unter die Mendoza Line (die slash line ist die aktuelle Offensivstatistik aus AVG/OBP/SLG eines Baseballspielers) zurück.

## Bedeutung
Die Bedeutung des Begriffs für eine Baseball-Mannschaft liegt in der Abwägung, bis zu welchem unteren Wert in der Schlagstärke ein defensiv starker Spieler für eine Mannschaft noch wertvoll genug ist, um ihn in den Starting Nine, der Startaufstellung eines Teams, einzusetzen. Da jeder Feldspieler außer dem Pitcher auch in der Offensive eingesetzt werden muss, nimmt man mit einem schlagschwachen Spieler ein wahrscheinliches Aus in Kauf. Ist jedoch die Defensive dieses Spielers so einzuschätzen, dass er mehr Baserunner und damit Punkte des Gegners verhindern kann, als er selbst offensiv erzielt, so kann sein Einsatz im Starting Line-up sinnvoll sein. Als Einsatzspieler gegen Ende eines Spieles werden abwehrstarke Spieler sowieso schon häufig eingesetzt, vor allem wenn die eigene Mannschaft in Führung liegt.

## Weitere Verwendung des Begriffs
Im amerikanischen Sprachraum fand der Ausdruck Eingang in Bereiche außerhalb des Baseballs. So wird im Filmgeschäft der Ausdruck Mendoza Line für einen Film gebraucht, dessen Einspielergebnis in einem Kino für ein Wochenende geringer ist, als die Kosten für das Kopieren und Versenden, es im Endeffekt also günstiger wäre, diesen Film dort gar nicht zu zeigen. Auch in anderen Sportarten wird der Begriff verwendet, um eine Situation zu kennzeichnen, in der fraglich ist, ob der Einsatz eines Sportlers zum Gesamterfolg – sportlich oder wirtschaftlich – beiträgt.